# Маса, Мануэль Висенте
Мануэ́ль Висе́нте Ма́са (исп. Manuel Vicente Maza; 1779, Буэнос-Айрес — 27 июня 1839, Буэнос-Айрес) — аргентинский адвокат и политик-федералист, губернатор Буэнос-Айреса, был убит после неудачного покушения на Хуана Мануэля де Росаса.

## Биография
Маса родился в Буэнос-Айресе, высшее образование и профессию адвоката получил в университете Сантьяго в Чили.
В начале освободительного движения против Испании, которое усиливалось в Южной Америке, Маса был арестован в Лиме, в то время центре вице-королевства Перу, а затем некоторое время провел в заключении в Буэнос-Айресе, получил свободу в 1815 году. В том же году он активно включился в политику в качестве председателя Гражданской комиссии юстиции Буэнос-Айреса. В 1816 году он занял пост мэра одного из районов Буэнос-Айреса.
В дальнейшем он сблизился и завел дружеские отношения с Хуаном Мануэлем де Росас.
В 1820-х Маса активно участвовал в политической жизни. В 1823 году он впервые был сослан за участие в восстании против Мартина Родригеса, а затем вторично (1829) — за восстание против Хуана Лавалье.
Когда Росас вернулся к власти, Маса играл важную роль в правительстве последнего. На встрече с Хосе Марией Пасом в Кордове Маса сопровождал Росаса, когда на того было совершено покушение.
В 1832 году, когда Росас вышел в отставку, Маса стал главным министром Хуана Рамона Балькарсе (13 июня 1832 — 6 августа 1833 был также министром иностранных дел), но за год он принял участие в движении, который требовал отставки Балькарса. После этого он также занимал должности в правительстве Хуана Хосе Вьямонте.
В 1834 году, после того как все потенциальные кандидаты отказались занять пост губернатора провинции Буэнос-Айрес, Маса, как глава законодательной власти, был временно назначен губернатором. В феврале 1835 года он отправил Хуана Кирога уладить конфликт, возникший между провинциями Сальта и Тукуман. Когда Кирога возвращался в Буэнос-Айрес, был убит, из-за чего Маса 7 марта был вынужден уйти в отставку. 13 апреля провинцию вновь возглавил Росас.
Маса вернулся в законотворческой деятельности, несмотря на рост напряжения в отношениях с Росас, которое началось ещё в бытность Масы на посту губернатора.
В июне 1839 года сына Масы, Рамона, арестовали по подозрению в участии в заговоре против Росаса.
Во время французской блокады Рио-де-ла-Платы Хуан Лавалье организовал армию в Уругвае, которая должна атаковать Буэнос-Айрес. Его планы поддержали некоторые участники Майской революции. Известным членом подполья был Рамон Маса, сын бывшего губернатора. Начались массовые волнения в сельской местности, а в городе военные осуществили покушение на Росаса, после чего Мануэль Маса позволил Лавалье войти в город. Заговор был раскрыт агентами «масорки», однако Росас считал Мануэля Масу невиновным, а во всем обвинил его сына. Толпа требовала наказания заговорщиков. Рамон Маса был казнён в тюрьме, а его отца зарезали в собственном кабинете агенты масорки.